# Eddie Elisma
Eddie Elisma, né le 9 avril 1975, à Miami, en Floride, est un joueur américain naturalisé dominicain de basket-ball. Il évolue aux postes d'ailier fort et de pivot.